# دهستان قافلانکوه شرقی
قافلانکوه شرقی یکی از دهستان‌های استان آذربایجان شرقی است که در بخش کاغذکنان شهرستان میانه واقع شده‌است.